# Chiesa di Santa Maria Assunta e San Martino (Chiampo)
La chiesa di Santa Maria Assunta e San Martino è la parrocchiale di Chiampo, in provincia e diocesi di Vicenza; fa parte del vicariato della Val del Chiampo.

## Storia
La prima citazione della pieve di Chiampo, dedicata a santa Maria Assunta, risale al 1303 ed è contenuta in un documento in cui sono elencate, come sue filiali, le chiese dei Santi Simone e Giuda di Nogarole, di San Giovanni Battista di San Giovanni Helarogna, di Santa Margherita di Durlo e di Sant'Andrea Apostolo di Crespadoro.
Nel 1567, invece, l'antica pieve di Santa Maria risultava ormai declassata a chiesa campestre, mentre le funzioni si tenevano nella chiesa di San Martino.
Il progetto di rifacimento della parrocchiale fu affidato nel 1650 a Fabio Piovene; l'edificio venne portato a compimento nel 1658 e, alcuni decenni dopo, nel 1718, in modo da darvi maggiore respiro, venne realizzata una scalinata.
Nel 1801, divenuta la chiesa seicentesca insufficiente e inadeguata in seguito all'aumento della popolazione del paese, si decise di edificare un nuovo luogo di culto più ampio. La cerimonia di posa della prima pietra si tenne il 25 agosto 1803, ma si dovette aspettare fino al 1828 per il reale avvio dei lavori; la parrocchiale, disegnata da Antonio Piovene, venne portata a termine nel 1845.
Nel 1876 si procedette alla posa del pavimento marmoreo e nel 1914 fu realizzato da Giuseppe Faccin il grande affresco che adorna la volta della navata.
In epoca postconciliare la chiesa venne adeguata alle nuove norme mediante l'aggiunta dell'ambone e dell'altare rivolto verso l'assemblea.

## Descrizione

### Esterno

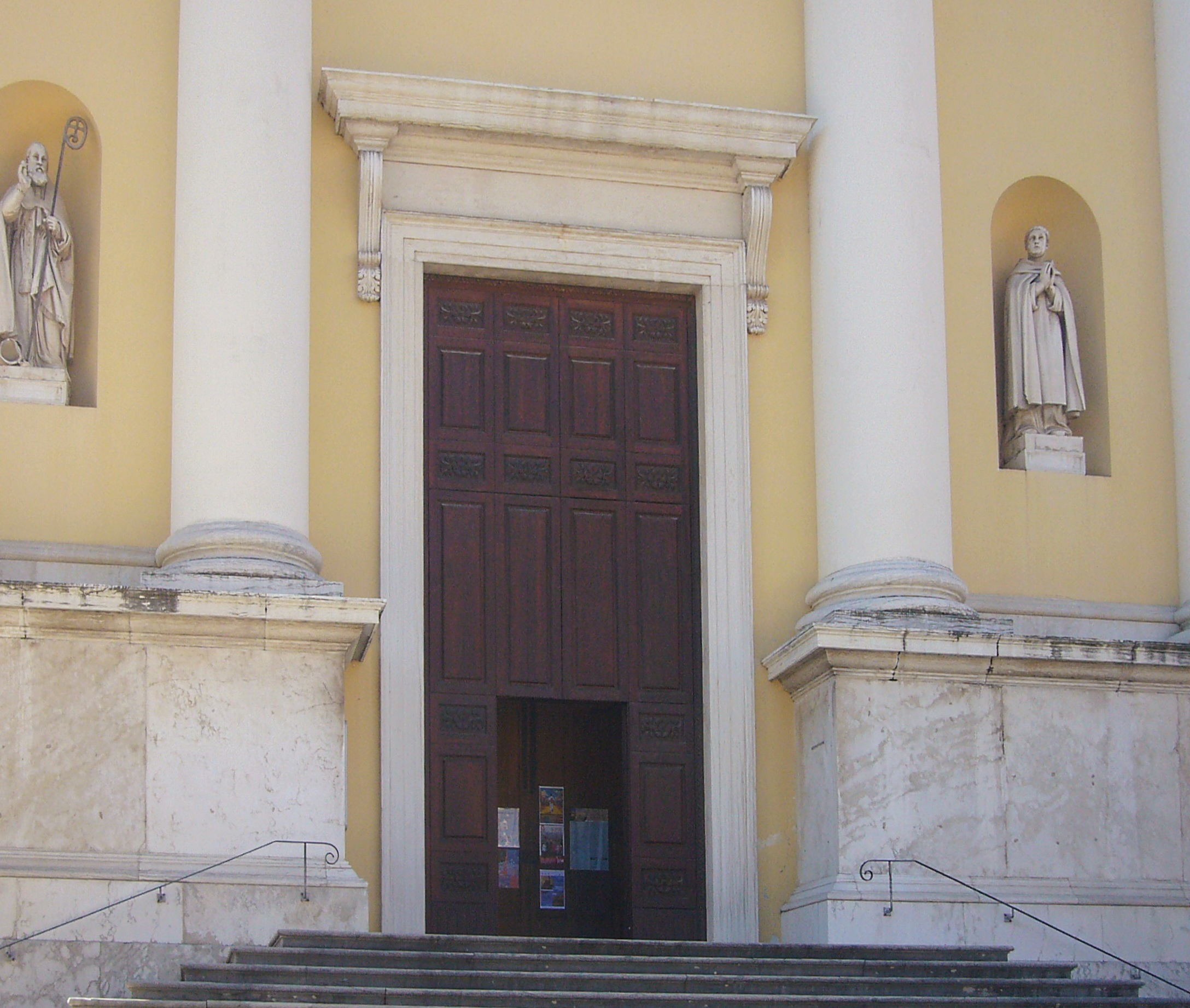
Il portale d'ingresso

La neoclassica facciata a capanna della chiesa, rivolta a nordest, presenta centralmente il portale d'ingresso, sormontato dall'architrave e affiancato da due nicchie con statue, e sopra un'iscrizione dedicatoria e due riquadri con raffigurazioni sacre; il prospetto è inoltre scandito da quattro semicolonne poggianti su alti basamenti e sorreggenti dei capitelli corinzi raccordati da festoni sopra i quali si impostano la trabeazione e il timpano dentellato di forma triangolare, sormontato dalle tre statue ritraenti le Virtù teologali.

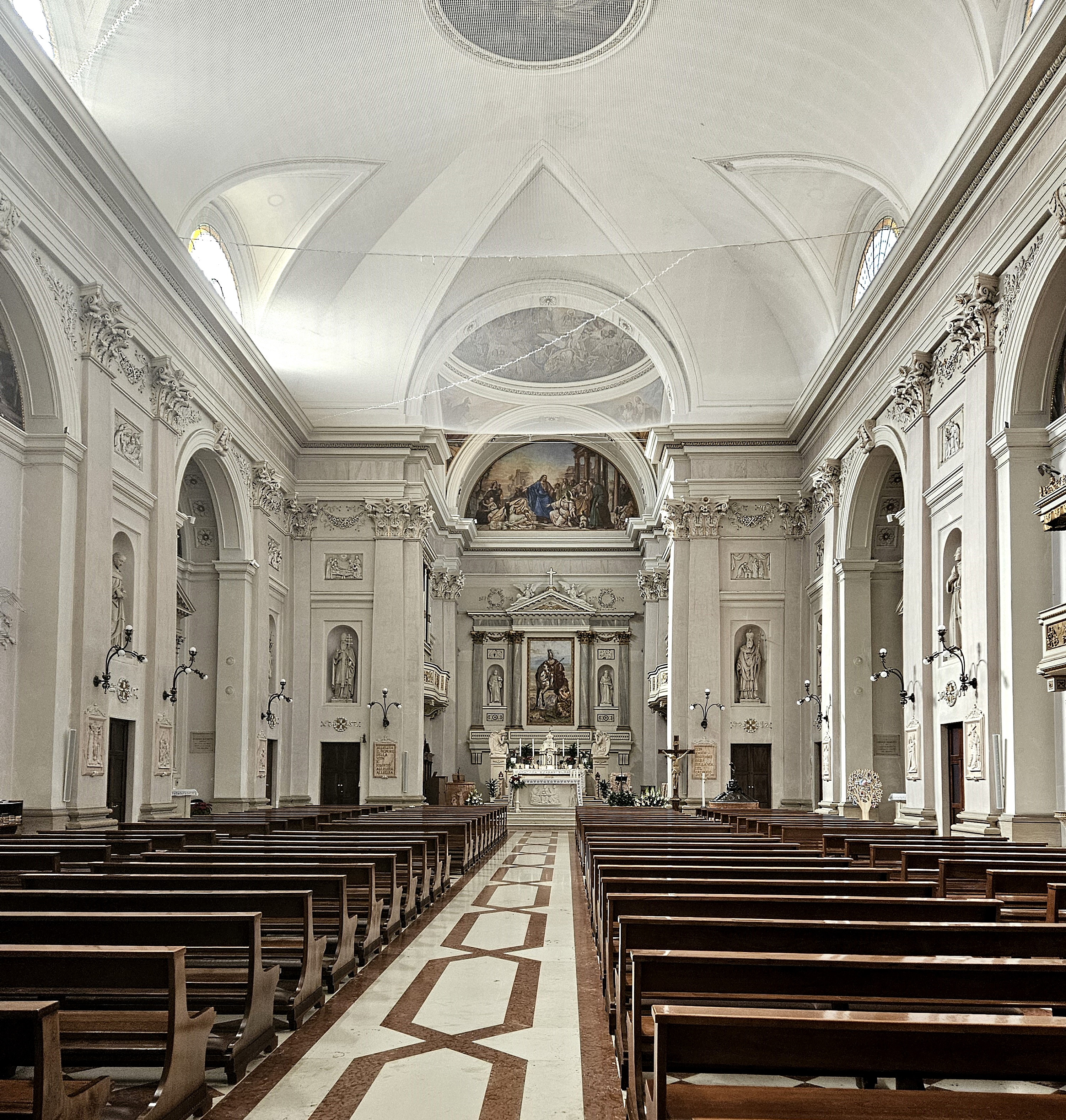
L'interno

### Interno
L'interno dell'edificio si compone di un'unica ampia navata, sulla quale si affacciano le cappelle laterali, introdotte da archi a tutto sesto, e le cui pareti sono scandite da lesene terminanti con capitelli corinzi e sorreggenti la trabeazione aggettante e modanata sopra la quale si imposta la volta; al termine dell'aula si sviluppa il presbiterio, rialzato di tre gradini, coperto dalla volta sferica e chiuso dall'abside di forma quadrata.
Campanile

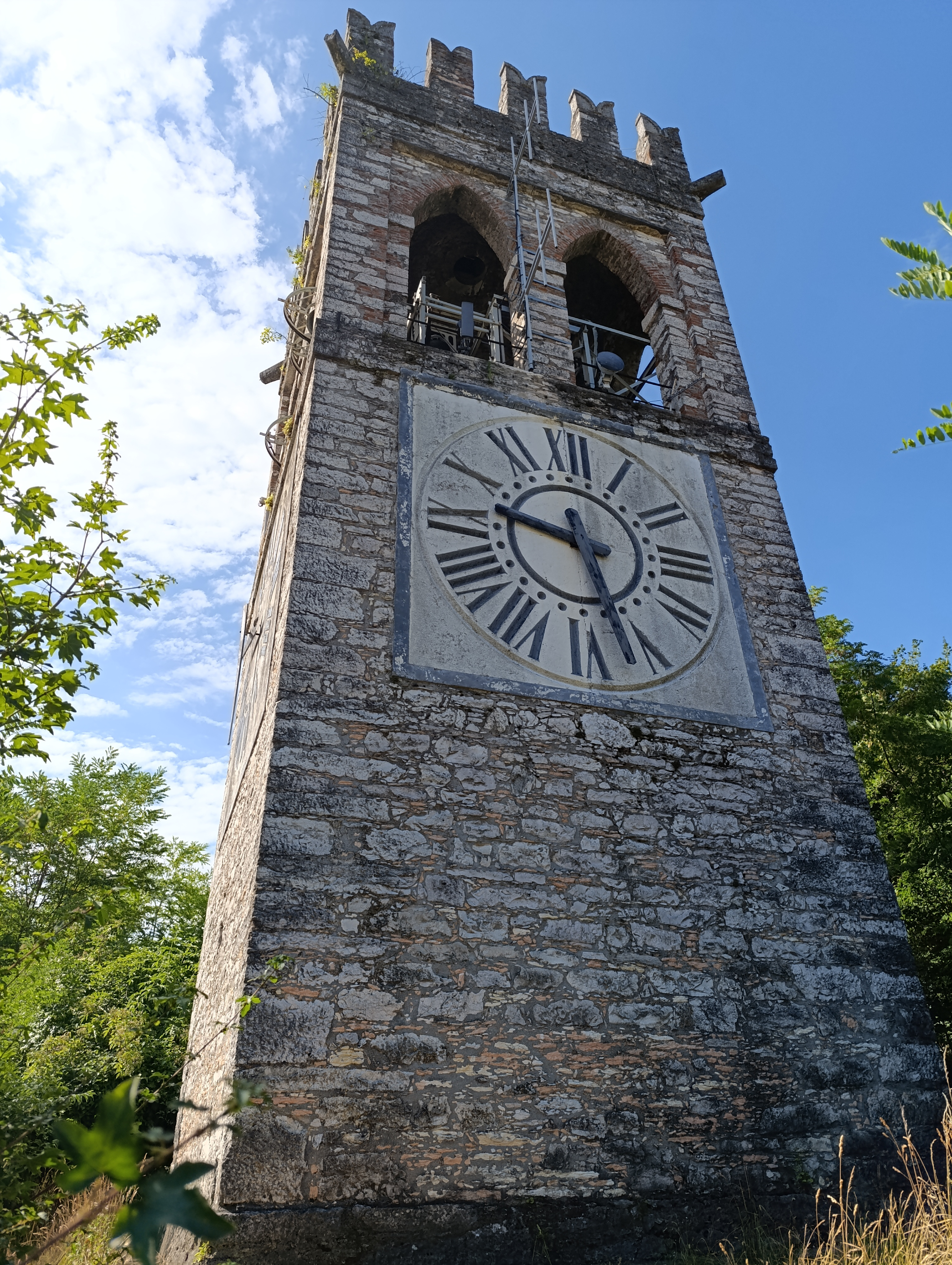

Il campanile fu edificato tra il 1839 e il 1840 sul colle Simmatico che costeggia la chiesa a circa centocinquanta metri. Interamente costruito in pietra locale, probabilmente estratta nella cava sottostante il colle che serviva anche per la realizzazione della chiesa.
Presenta una struttura compatta, coronata da una cella campanaria con due bifore gotiche a sesto acuto su ogni lato e alla sommità è presente una merlatura a coda di rondine. Sempre sulla sommità si trova una banderuola in ferro montata sopra una struttura in muratura a forma di piccolo capitello in laterizio, che funge anche da botola di accesso superiore del campanile. Il camminamento sommitale non è piano, ma leggermente inclinato a quattro falde convergenti verso l'esterno, così da permettere il deflusso delle acque meteoriche verso quattro gocciolatoi in pietra, posizionati sui lati esterni. 
Sono presenti due grandi orologi posti su due lati del campanile, con numeri romani, mentre sul lato posteriore è presente la piccola porta di accesso.
L'interno è diviso da un solaio in legno con travi e la salita verso le campane è possibile con una scaletta in ferro di costruzione recente, si possono inoltre osservare sui muri le "buche pontaie" che servivano per l'impalcatura durante la costruzione.
L'altezza è di 15 metri circa mentre la base misura 5 metri per lato, inoltre lo spessore delle murature è di circa 1 metro. 
Il campanile venne restaurato nel 2003 da maestranze locali. 
Per raggiungere la torre occorre salire la strada che passa al fianco della chiesa (Via San Martino), che si congiunge poi a Via Campanile. Si potrà poi scendere verso la struttura attraverso un'impervia stradina bianca dissestata. 
Campane
Nella torre sono presenti 9 campane montate alla Veronese di epoche e fonditori differenti completamente elettrificate. 
Le prime tre campane della chiesa furono fuse nel 1834 da Pietro Cavadini, noto fonditore veronese, con l'aiuto dei figli Francesco e Luigi. Dapprima collocate sul campanile vecchio, spostate successivamente su quello attuale. Probabilmente intonate in Re♭₃, erano installate su un castello ligneo con ceppi in legno, montate "a slancio".
Negli anni Cinquanta del Novecento, il castello ligneo fu sostituito da uno in ferro realizzato dalla ditta Colbachini di Padova, che rimontò le campane "alla veronese".
Nel 1965 le tre campane originarie furono rifuse e ne furono realizzate cinque nuove, più un piccolo sonello, intonate in Mi♭₃ calante. La fusione fu eseguita da Luigi Cavadini II, ultimo rappresentante della storica dinastia veronese. Il nuovo concerto fu installato su castello e ceppi della Colbachini ed elettrificato.
Nel 1985 il concerto fu ampliato con l’aggiunta di tre nuove campane fuse da Achille Mazzola, portando il totale a nove bronzi.
Di seguito i dati con le prime tre campane:
| Nr | Nota | Peso Stimato | Fonderia    | Anno | Sistema di suono | Azionamento | Incastellatura          |
| -- | ---- | ------------ | ----------- | ---- | ---------------- | ----------- | ----------------------- |
| 1  | Reb3 | 1200 Kg      | Cavadini VR | 1834 | Slancio          | Manuale     | Castello e ceppi lignei |
| 2  | Mib3 | 900 Kg       | Cavadini VR | 1834 | Slancio          | Manuale     | Castello e ceppi lignei |
| 3  | Fa3  | 600 Kg       | Cavadini VR | 1834 | Slancio          | Manuale     | Castello e ceppi lignei |

Ad oggi il concerto risulta così composto:
| Nr | Nota | Peso   | Diametro | Fonderia           | Anno | Sistema di suono | Azionamento | Incastellatura                    |
| -- | ---- | ------ | -------- | ------------------ | ---- | ---------------- | ----------- | --------------------------------- |
| 1  | Mi♭³ | 952 kg | 1176 mm  | Cavadini VR        | 1965 | Veronese         | Elettrico   | In ferro ceppo Colbachini Bassano |
| 2  | Fa³  | 680 kg | 1041 mm  | Cavadini VR        | 1965 | Veronese         | Elettrico   | In ferro ceppo Colbachini Bassano |
| 3  | Sol³ | 476 kg | 936 mm   | Cavadini VR        | 1965 | Veronese         | Elettrico   | In ferro ceppo Colbachini Bassano |
| 4  | La♭³ | 398 kg | 887 mm   | Cavadini VR        | 1965 | Veronese         | Elettrico   | In ferro ceppo Colbachini Padova  |
| 5  | Si♭³ | 297 kg | 789 mm   | Cavadini VR        | 1965 | Veronese         | Elettrico   | In ferro ceppo Colbachini Padova  |
| 6  | Do⁴  | 198 kg | 711 mm   | Achille Mazzola VC | 1985 | Veronese         | Elettrico   | In ferro ceppo Ambrosiano         |
| 7  | Re♭⁴ | 137 kg | 628 mm   | Achille Mazzola VC | 1985 | Veronese         | Elettrico   | In ferro ceppo Ambrosiano         |
| 8  | Mi♭⁴ | 121 kg | 589 mm   | Achille Mazzola VC | 1985 | Veronese         | Elettrico   | In ferro ceppo Ambrosiano         |
| 9  | Fa⁴  | ?      | ?        | Cavadini VR        | 1965 | Veronese         | Elettrico   | In ferro ceppo Lorenzi 2 tipo     |